# Équipe cycliste féminine Liv-AlUla-Jayco
Cet article concerne l'équipe féminine. Pour l'équipe masculine, voir Équipe cycliste masculine Jayco AlUla.
L'équipe cycliste féminine Jayco AlUla est une équipe cycliste féminine australienne. Elle est créée en 2012, sous le nom de GreenEdge-AIS. Elle est sponsorisée par le groupe chimique Orica et par l'Australian Institute of Sport puis devient BikeExchange Jayco. La formation a notamment compté dans ses rangs la Suédoise Emma Johansson et la Néerlandaise Annemiek van Vleuten. Son directeur sportif est Gene Michael Bates.
Elle court avec une licence WorldTeam depuis 2023.

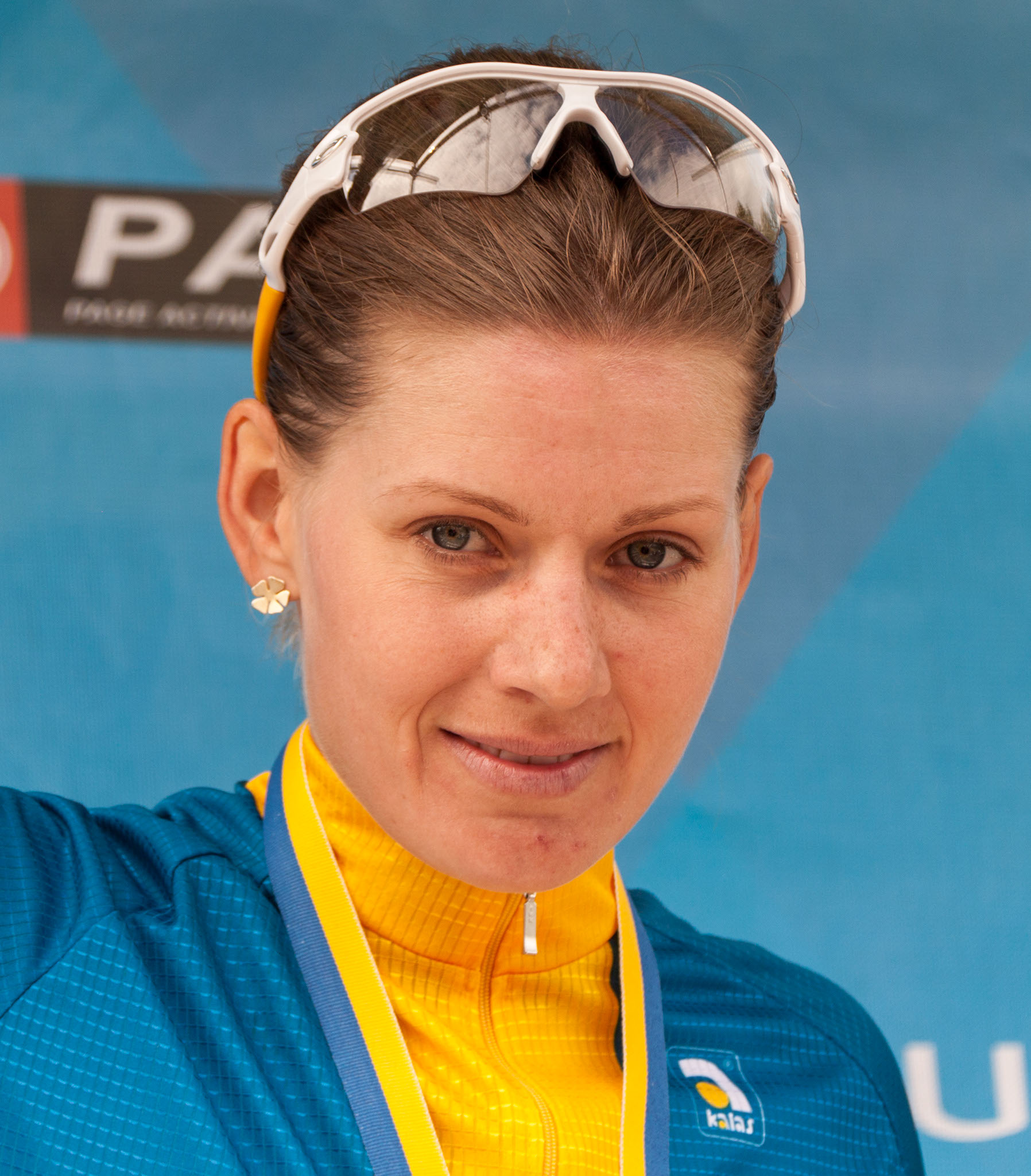
Emma Johansson est la leader de l'équipe de 2013 à 2015

## Histoire de l'équipe

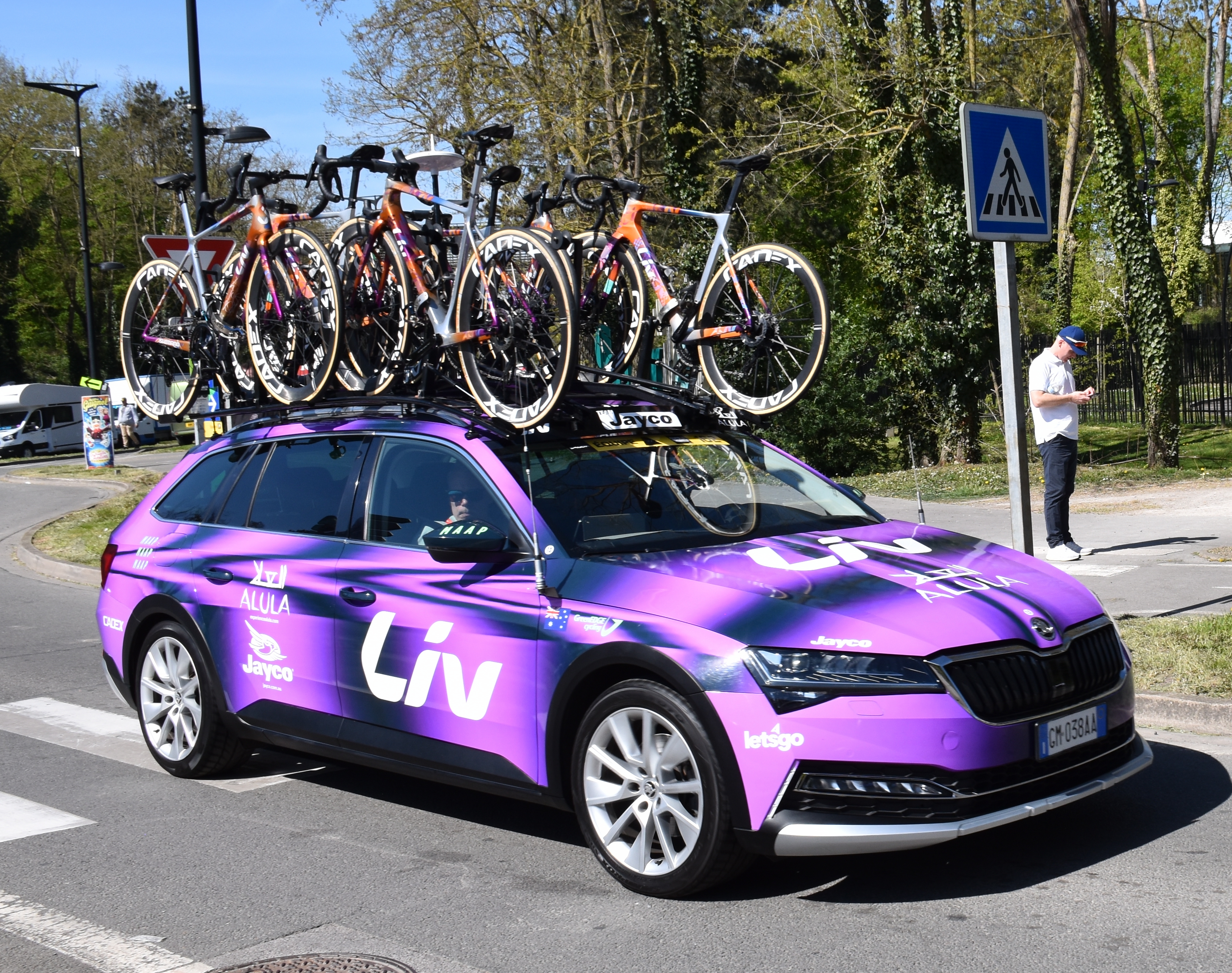
Véhicule Liv AIUIa Jayco 2025.

L'équipe commence la compétition lors de la saison 2012 sous l'appellation GreenEdge-AIS. Tout comme l'équipe masculine GreenEDGE, elle est créée par le biais du projet conjoint de l'Australian Institute of Sport (AIS) et de la firme GreenEdge Cycling. Courant 2012, les deux équipes changent de nom, Orica devenant le sponsor principal.
En 2012, les coureuses les plus célèbres de l'équipe sont Judith Arndt et Linda Villumsen, respectivement première et deuxième du contre-la-montre des championnats du monde 2011 et la vainqueur du Tour d'Italie 2009 Claudia Häusler.

### Saison 2015
L'équipe recrute les multiples championnes du monde juniors Macey Stewart et Alexandra Manly, ainsi que Rachel Neylan. Annette Edmondson, Shara Gillow et Carlee Taylor sont les départs les plus notables.
Après quelques succès sur piste par l'intermédiaire de Macey Stewart et de Melissa Hoskins, le début de saison est surtout marqué par la fracture de la clavicule de la leader Emma Johansson. Le succès revient pour la Suédoise à partir de mai, avec des victoires sur l'Emakumeen Euskal Bira, ses championnats nationaux puis le Tour de Thuringe. En août, elle s'adjuge la deuxième place du Grand Prix de Plouay puis gagne le Tour de Belgique avant de se classer cinquième du championnat du monde sur route. Katrin Garfoot est également une source de satisfaction pour l'équipe. Spécialiste du contre-la-montre, elle gagne le Championnat d'Océanie de la discipline, et se classe quatrième du championnat du monde. En fin de saison, l'équipe est sixième du classement UCI et de la Coupe du monde, Emma Johansson est cinquième au classement individuel UCI et douzième de celui de la Coupe du monde.

### Saison 2016
La principale recrue 2016 est la vainqueur de la Coupe du monde 2011 et spécialiste du contre-la-montre néerlandaise Annemiek van Vleuten. Loren Rowney et Tayler Wiles renforcent également l'effectif. Au niveau des départs, la leader depuis 2013 Emma Johansson quitte l'équipe, tout comme la sprinteuse italienne Valentina Scandolara et la pistarde Melissa Hoskins. Enfin, Loes Gunnewijk prend sa retraite.
Annemiek van Vleuten effectue une saison régulière, en se classant plusieurs fois dans les dix premières places des classiques de printemps et en remportant le titre de championne des Pays-Bas du contre-la-montre. Sa saison est surtout marquée par la course en ligne des Jeux olympiques de Rio, où elle est seule en tête à moins de dix kilomètres de l'arrivée. Une grave chute dans la descente lui fait cependant perdre la médaille olympique. Elle remporte ensuite le Tour de Belgique. Gracie Elvin confirme ses bonnes dispositions sur les classiques en finissant deuxième du Tour de Drenthe. Katrin Garfoot gagne le championnat d'Australie du contre-la-montre et obtient une médaille de bronze sur les championnats du monde de la discipline. Enfin Amanda Spratt devient championne d'Australie sur route et gagne une étape du Tour de Thuringe. En fin de saison, la formation est sixième du classement UCI et septième de l'UCI World Tour. Sur le plan individuel, Annemiek van Vleuten est treizième du classement UCI et vingt-troisième de l'UCI World Tour.

### Saison 2017

Le logo de l'équipe Mitchelton–Scott

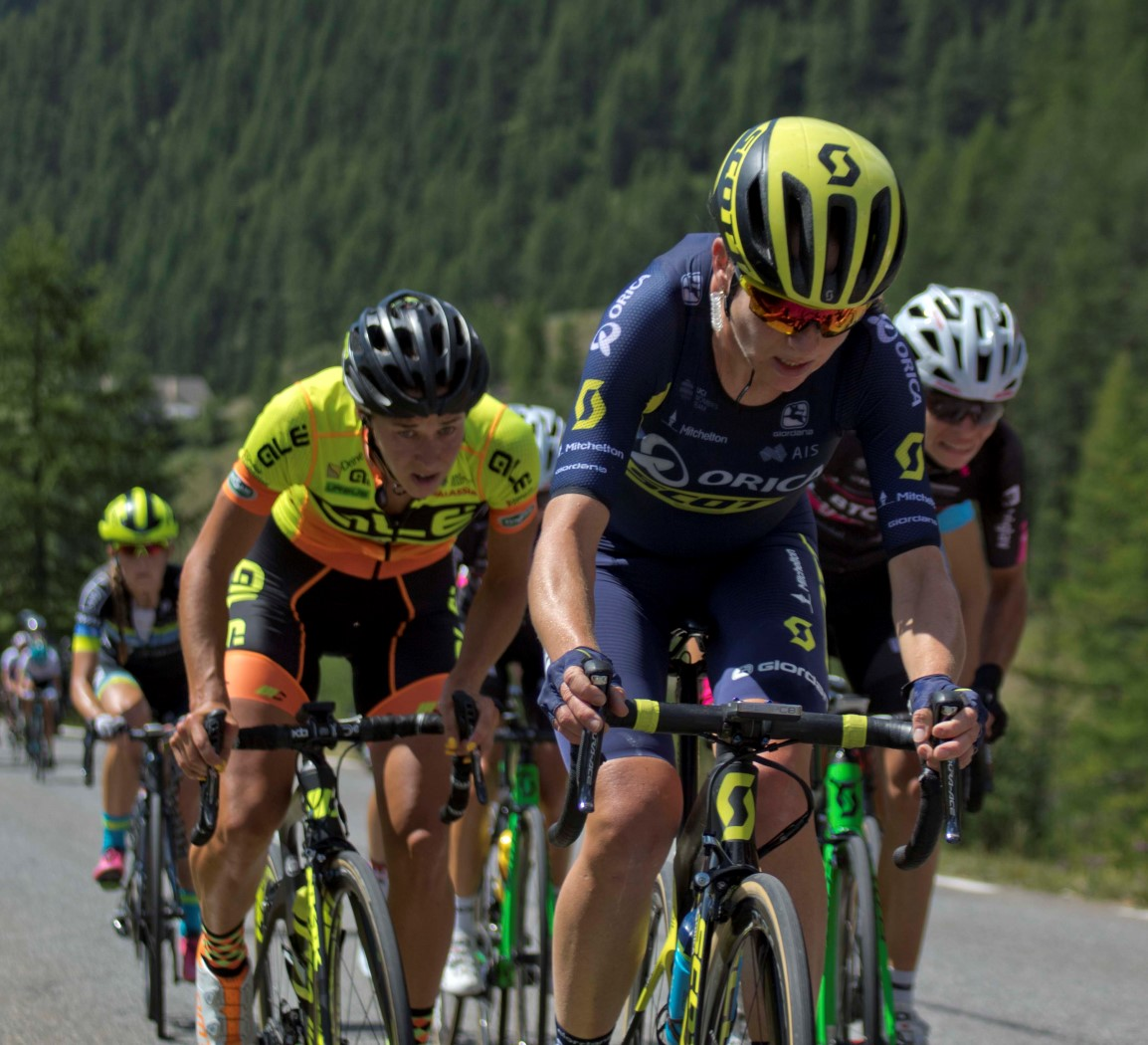
Annemiek van Vleuten est numéro un mondial en 2017

L'effectif est relativement stable avec l'arrivée de la néo-professionnelle Georgia Baker. Au niveau des départs, la spécialiste des courses à étapes Tayler Wiles et Lizzie Williams quittent. Macey Stewart a mis une pause à sa carrière l'année précédente, tandis que Chloe McConville a pris sa retraite.
L'équipe commence très bien la saison avec les trois titres nationaux en Australie, dont sur route et du contre-la-montre pour Katrin Garfoot et des victoires sur le circuit australien pour Amanda Spratt et Annemiek van Vleuten. Cette dernière réalise une saison exceptionnelle. Elle est présente dans le top 10 de 10 des 23 manches de l'UCI World Tour, donc les victoires à La course by Le Tour de France et au Boels Rental Ladies Tour. Elle est ainsi deuxième de la compétition derrière Anna van der Breggen. Elle est également à la lutte avec cette dernière sur le Tour d'Italie, épreuve qu'elle conclut à la troisième place avec la victoire sur le classement par points et de la montagne. Elle gagne également le championnat du monde du contre-la-montre et termine la saison avec onze victoires au total et à la première place mondiale. Katrin Garfoot, en plus de ses deux titres nationaux, se montre très active durant les classiques. Elle est deuxième du championnat du monde sur route, troisième du contre-la-montre et troisième de l'Emakumeen Euskal Bira. Gracie Elvin se classe deuxième du Tour des Flandres. Sarah Roy réalise une belle progression en finissant troisième du Grand Prix de Plouay et en remportant une étape du Women's Tour. Amanda Spratt est régulière et gagne une étape de l'Emakumeen Euskal Bira.

### Saison 2018

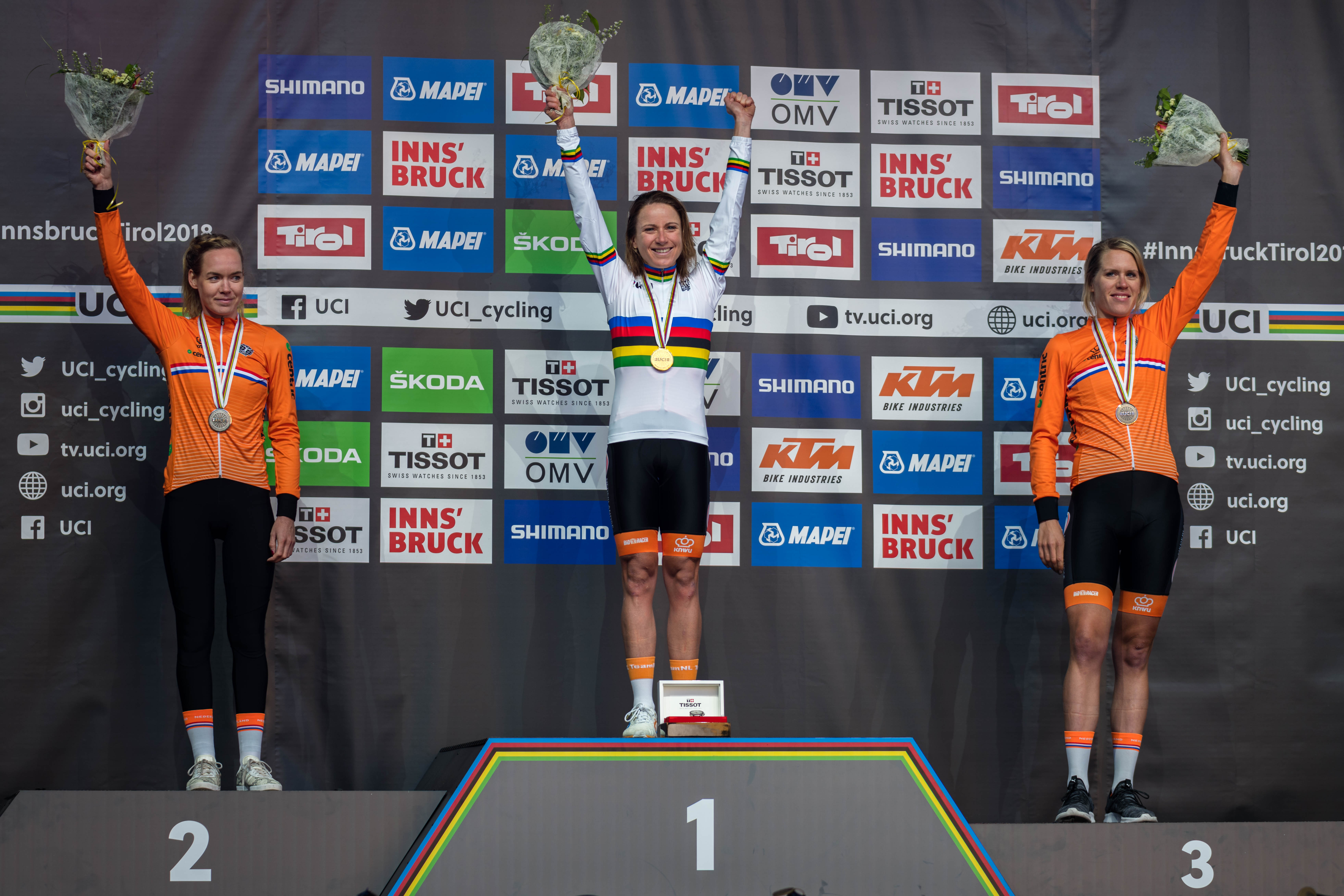
Podium du championnat du monde de contre-la-montre 2018 avec Annemiek van Vleuten sur plus haute marche

L'équipe enregistre l'arrivée de la sprinteuse belge Jolien D'Hoore, vainqueur à douze reprises en 2017. Lucy Kennedy, une des révélations de 2017 avec sa victoire sur le Tour d'Ardèche est l'autre recrue. Au niveau des départs, Katrin Garfoot effectue une pause. Rachel Neylan et Georgia Baker quittent au l'équipe.
Annemiek van Vleuten réalise une nouvelle saison de haut vol. Elle commence par gagner la médaille d'argent en poursuite individuelle aux championnats du monde sur piste. Elle est ensuite troisième du Tour des Flandres et de Liège-Bastogne-Liège. Surtout, elle écrase le Tour d'Italie, gagnant l'étape en haut du Zoncolan puis le contre-la-montre en côte avant de lever les bras sur l'ultime étape. Elle enchaîne avec une victoire à l'arracher sur La course by Le Tour de France. Fin août, elle gagne le prologue, le contre-la-montre individuel, une autre étape et le classement général du Boels Ladies Tour. Elle conclut la saison aux championnats du monde, où elle conserve son titre en contre-la-montre avant de finir septième de la course en ligne alors que sa compatriote Anna van der Breggen s'impose. La saison de l'équipe est également marquée par la progression d'Amanda Spratt. Elle remporte d'abord le Santos Women's Tour. Elle est quatrième du Trofeo Alfredo Binda, cinquième de la Flèche wallonne puis deuxième de Liège-Bastogne-Liège. Ensuite, en mai, elle remporte l'Emakumeen Euskal Bira en s'échappant loin de l'arrivée sur la dernière étape qui est montagneuse. Troisième du Tour d'Italie, puis cinquième du Grand Prix de Plouay, elle finit sa saison en obtenant la médaille d'argent aux championnats du monde sur route. Jolien D'Hoore gagne elle la première édition des Trois Jours de La Panne. Elle est ensuite deuxième de Gand-Wevelgem. Elle gagne également une étape du Women's Tour et deux du Tour d'Italie. La formation est aussi deuxième du contre-la-montre par équipes du Tour de Norvège. Au moment du bilan, Annemiek van Vleuten remporte les classements World Tour et UCI. L'équipe est deuxième des deux classements.

### Saison 2019

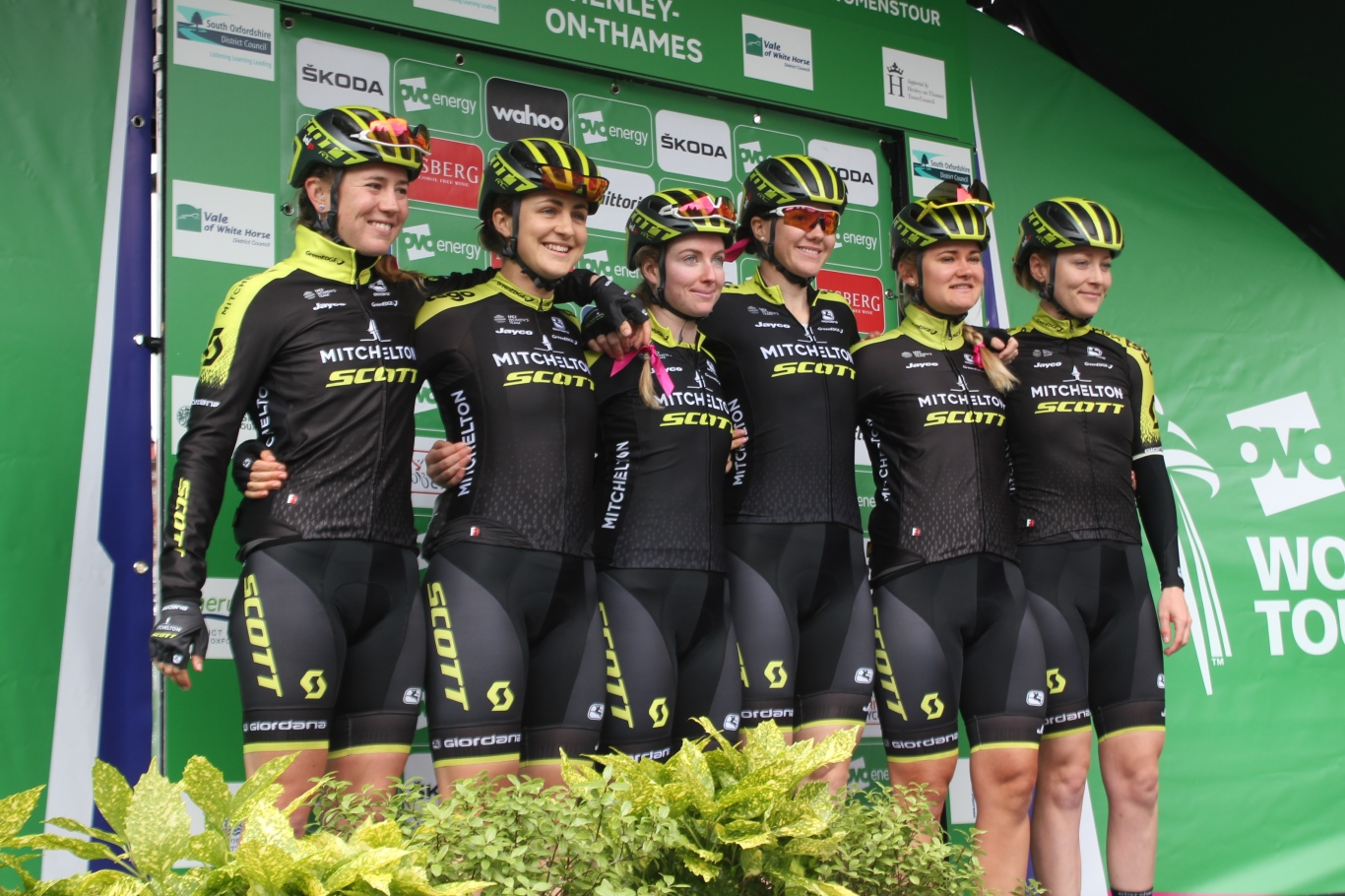
Équipe au Women's Tour

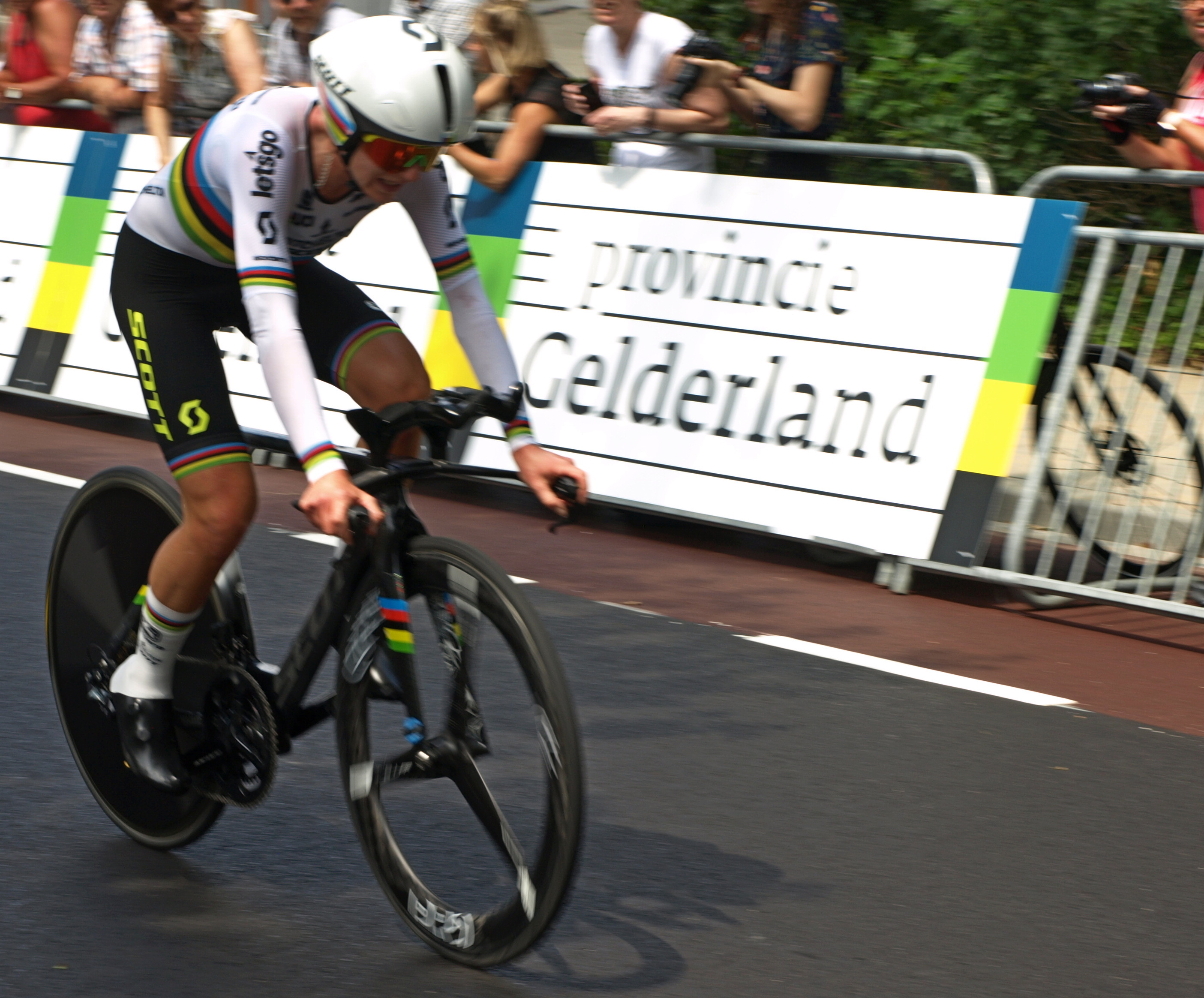
Annemiek van Vleuten avec son maillot de championne du monde

L'Australienne Grace Brown et la Néerlandaise Moniek Tenniglo rejoignent l'équipe tandis que la sprinteuse belge Jolien D'Hoore la quitte.
La saison est dans la lignée de la précédente. Annemiek van Vleuten est la principale pourvoyeuse de résultats. Elle gagne tout d'abord les Strade Bianche, elle est ensuite successivement deuxième du Tour des Flandres, de l'Amstel Gold Race et de la Flèche wallonne avant de remporter Liège-Bastogne-Liège. Elle est championne du contre-la-montre des Pays-Bas. En juillet, elle s'impose largement sur le Tour d'Italie. Enfin, en fin d'année, elle devient pour la première fois championne du monde sur route au terme d'une échappée de plus de 100 km. Amanda Spratt confirme sa bonne année 2018, avec la victoire sur le Santos Women's Tour, la deuxième place au Trofeo Alfredo Binda, à l'Emakumeen Euskal Bira et une médaille de bronze sur les championnats du monde. Grace Brown est championne d'Australie du contre-la-montre, tout comme Georgia Williams en Nouvelle-Zélande, tandis que Lucy Kennedy montre l'étendue de ses progrès avec la victoire sur le Women's Herald Sun Tour, la Durango-Durango Emakumeen Saria et la Classique de Saint-Sébastien. Annemiek van Vleuten termine troisième du classement UCI et deuxième du classement World Tour. Mitchelton-Scott est troisième et quatrième de ces classements.

### Saison 2020

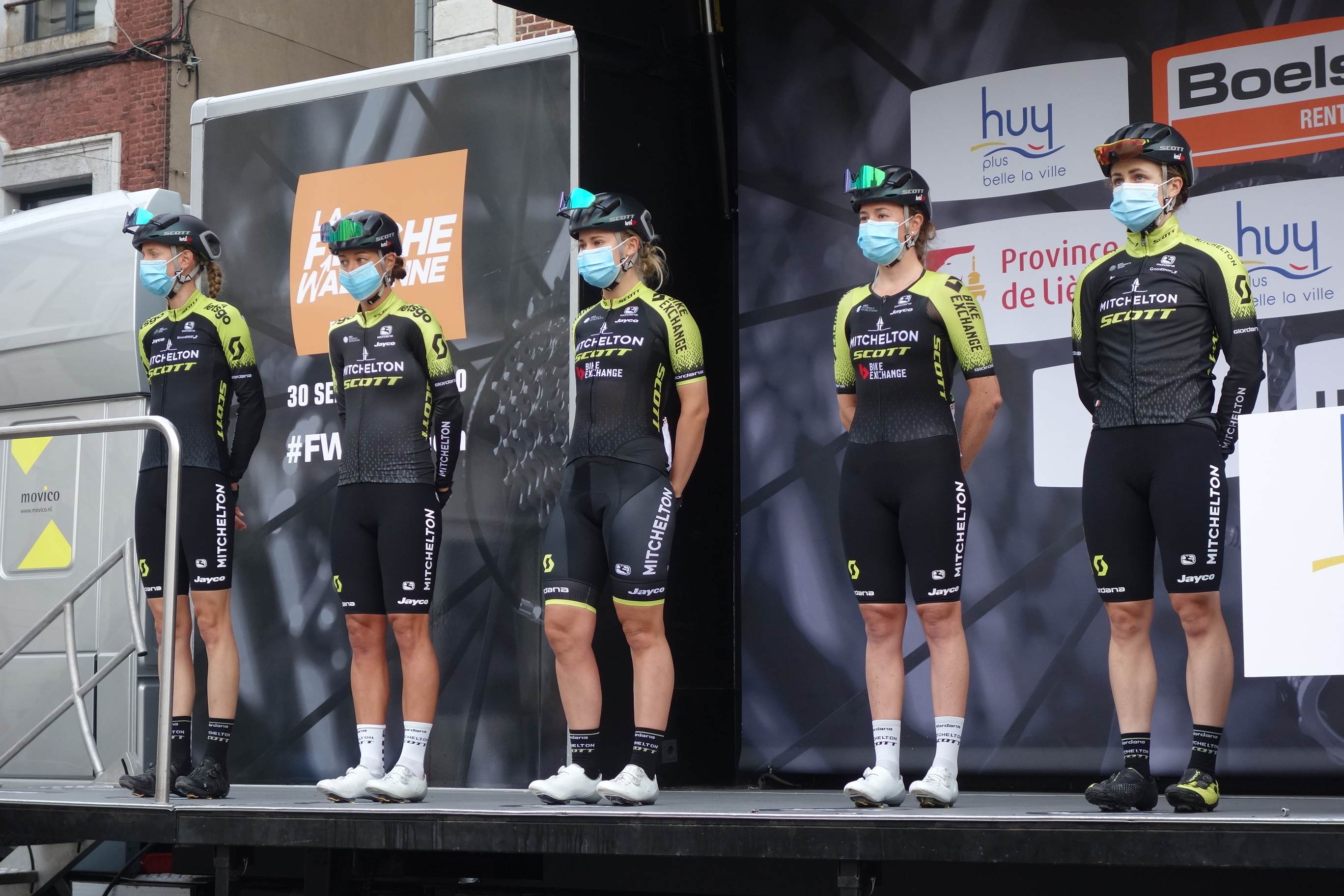
Équipe au départ de la Flèche wallonne

Elle accède au statut de WorldTeam, la première division du cyclisme féminin. L'équipe enregistre les arrivées de la grimpeuse néerlandaise Janneke Ensing et de la Britannique Jessica Roberts.
Annemiek van Vleuten commence la saison par une victoire mémorable sur le Circuit Het Nieuwsblad. Après la reprise de la saison, elle remporte coup sur coup trois semi-classiques en Espagne, puis les Strade Bianche et les championnats d'Europe sur route. Après avoir gagné une étape majeure sur le Tour d'Italie, elle est en position idéale pour rééditer sa victoire quand elle est prise dans une chute et se brise le poignet. Elle décide néanmoins de participer aux championnats du monde, où Anna van der Breggen s'impose nettement devant Van Vleuten. Sa fin de saison est cependant moins bonne. Amanda Spratt remporte redevient championne d'Australie, puis remporte une étape du Santos Women's Tour et se classe troisième de la Cadel Evans. Après la reprise, elle est échappée sur les Strade Bianche. Elle chute avec Annemiek van Vleuten lors du Tour d'Italie et souffre d'un traumatisme crânien. Grace Brown se révèle en finissant deuxième de Liège-Bastogne-Liège puis en remportant la Flèche brabançonne. Sarah Roy effectue une belle campagne de classiques du Nord : quatrième de Gand-Wevelgem et des Trois Jours de La Panne et cinquième du Tour des Flandres. Lucy Kennedy gagne le Women's Herald Sun Tour. Annemiek van Vleuten est troisième du classement UCI et septième du World Tour. Mitchelton-Scott est troisième du premier classement et quatrième du second.

### Saison 2021

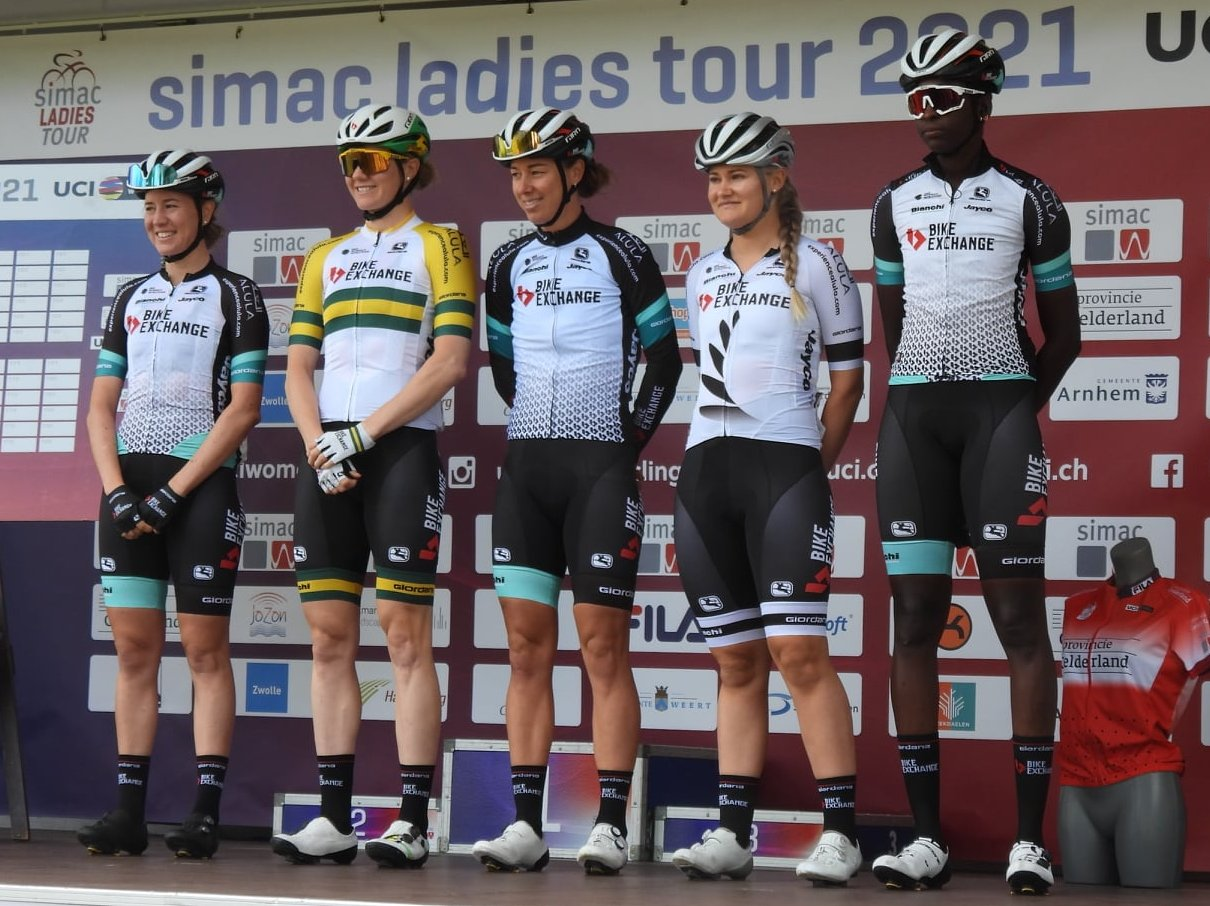
Équipe au Simac Ladies Tour 2021

L'équipe enregistre les arrivées de la Teniel Campbell, Arianna Fidanza et Urška Žigart. Toutefois la leader des années précédentes Annemiek van Vleuten quitte la formation. Grace Brown confirme sa saison 2020. Elle remporte les Trois jours de la Panne en solitaire, puis est troisième du Tour des Flandres. Elle est reprise dans le finale de l'Amstel Gold Race. Elle gagne une étape du Tour de Burgos, puis est cinquième de La course by Le Tour de France puis quatrième du contre-la-montre aux Jeux olympiques. Amanda Spratt est quatrième de l'Amstel Gold Race et dans le top 10 des autres classiques ardennaises. Sarah Roy fait une saison régulière avec une huitième place à Gand-Wevelgem et le titre aux championnats d'Australie sur route. Georgia Williams réalise le doublé chrono-route aux championnats de Nouvelle-Zélande. Grace Brown est quatorzième du classement mondial et dixième du World Tour. BikeExchange est dixième des deux classements par équipes.

### Saison 2022

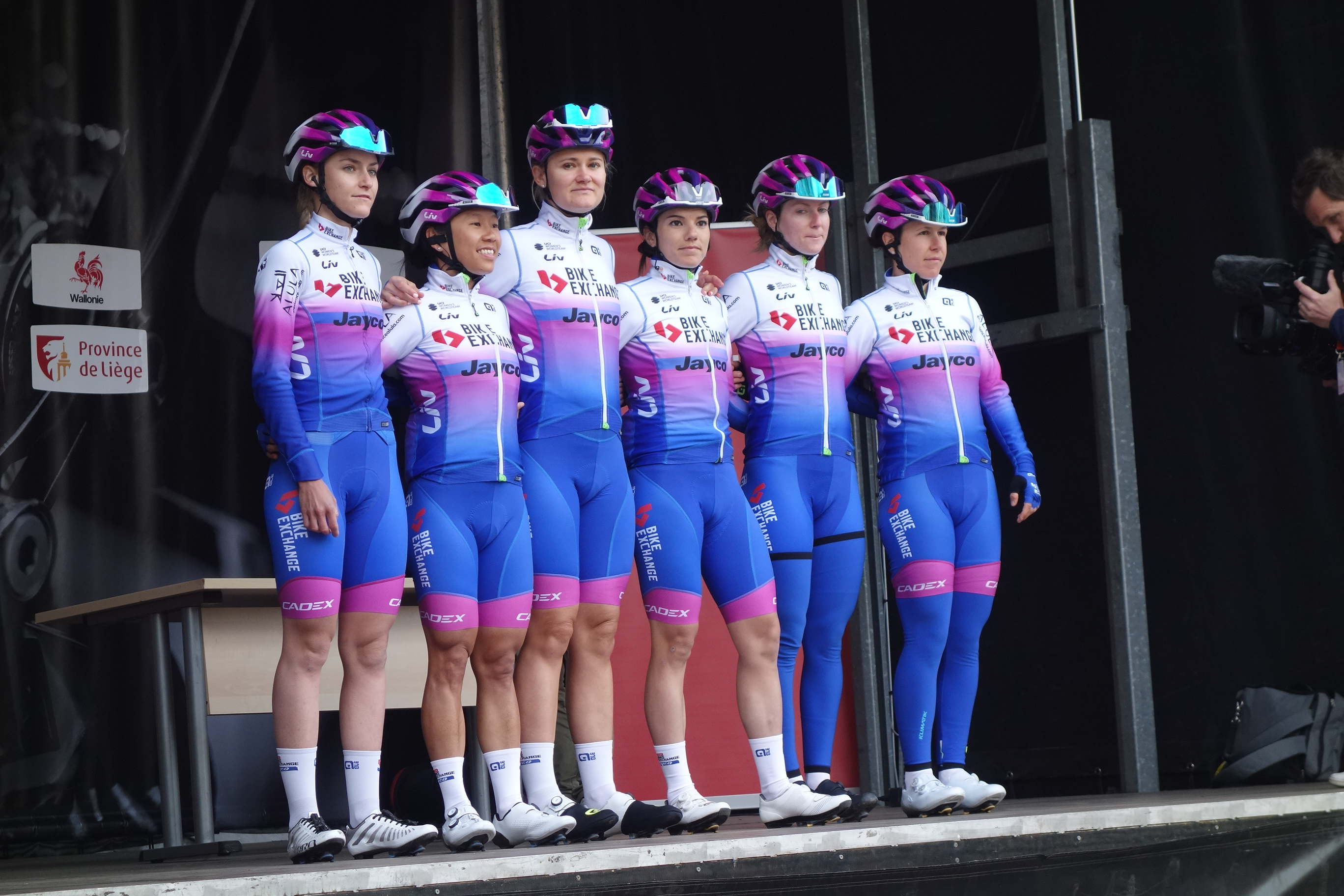
À la Flèche wallonne 2022

La formation engistre le départ de Grace Brown et Sarah Roy, ainsi que plusieurs départs à la retraite, ces départs ne sont que partiellement compensés. Alexandra Manly pour son retour chez les professionnelles, remporte quatre étapes et le classement général du Tour de Thuringe, ainsi qu'une étape du Tour de Scandinavie dont elle termine troisième. Elle se classe également quatrième du Women's Tour. Kristen Faulkner est troisième du Tour du Pays basque, puis remporte le contre-la-montre au Tour de Suisse. Elle brille sur le Tour d'Italie en gagnant le contre-la-montre et une étape de montagne. Ane Santesteban est neuvième du Tour de Burgos et sixième du Ceratizit Challenge by La Vuelta. Amanda Spratt est dixième de Liège-Bastogne-Liège et huitième du Tour de Romandie. Ruby Roseman-Gannon se classe cinquième du Simac Ladies Tour. Georgia Williams conserve son titre de championne de Nouvelle-Zélande du contre-la-montre. Alexandra Manly est vingt-troisième du classement UCI et vingt-deuxième du World Tour. La formation est neuvième des deux classements par équipes.

## Classements UCI
Ce tableau présente les places de l'équipe au classement de l'Union cycliste internationale en fin de saison, ainsi que la meilleure cycliste au classement individuel de chaque saison.
| Classement UCI | Classement UCI         | Classement UCI                              | Classement UCI |
| Année          | Classement par équipes | Meilleure coureuse au classement individuel |                |
| -------------- | ---------------------- | ------------------------------------------- | -------------- |
| 2012           | 3e                     | Judith Arndt (2e)                           |                |
| 2013           | 1re                    | Emma Johansson (1re)                        |                |
| 2014           | 4e                     | Emma Johansson (2e)                         |                |
| 2015           | 6e                     | Emma Johansson (4e)                         |                |
| 2016           | 6e                     | Annemiek van Vleuten (13e)                  |                |
| 2017           | 3e                     | Annemiek van Vleuten (1re)                  |                |
| 2018           | 2e                     | Annemiek van Vleuten (1re)                  |                |
| 2019           | 3e                     | Annemiek van Vleuten (3e)                   |                |
| 2020           | 3e                     | Annemiek van Vleuten (3e)                   |                |
| 2021           | 10e                    | Grace Brown (14e)                           |                |
| 2022           | 9e                     | Alexandra Manly (23e)                       |                |
| 2023           | 15e                    | Ruby Roseman-Gannon (30e)                   |                |
| 2024           | 9e                     | Mavi García (12e)                           |                |
|                |                        |                                             |                |
| Source : UCI   |                        |                                             |                |

L'équipe a intégré la Coupe du monde dès sa création en 2012. Le tableau ci-dessous présente les classements de l'équipe sur ce circuit, ainsi que sa meilleure coureuse au classement individuel.
| Coupe du monde | Coupe du monde         | Coupe du monde                              | Coupe du monde |
| Année          | Classement par équipes | Meilleure coureuse au classement individuel |                |
| -------------- | ---------------------- | ------------------------------------------- | -------------- |
| 2012           | 2e                     | Judith Arndt (2e)                           |                |
| 2013           | 2e                     | Emma Johansson (2e)                         |                |
| 2014           | 6e                     | Emma Johansson (2e)                         |                |
| 2015           | 6e                     | Emma Johansson (12e)                        |                |
|                |                        |                                             |                |
| Source : UCI   |                        |                                             |                |

En 2016, l'UCI World Tour féminin vient remplacer la Coupe du monde.
| UCI World Tour | UCI World Tour         | UCI World Tour                              | UCI World Tour |
| Année          | Classement par équipes | Meilleure coureuse au classement individuel |                |
| -------------- | ---------------------- | ------------------------------------------- | -------------- |
| 2016           | 7e                     | Annemiek van Vleuten (23e)                  |                |
| 2017           | 4e                     | Annemiek van Vleuten (2e)                   |                |
| 2018           | 2e                     | Annemiek van Vleuten (1re)                  |                |
| 2019           | 4e                     | Annemiek van Vleuten (2e)                   |                |
| 2020           | 4e                     | Annemiek van Vleuten (7e)                   |                |
| 2021           | 10e                    | Grace Brown (10e)                           |                |
| 2022           | 9e                     | Alexandra Manly (22e)                       |                |
| 2023           | 9e                     | Ruby Roseman-Gannon (27e)                   |                |
| 2024           | 5e                     | Mavi García (19e)                           |                |
|                |                        |                                             |                |
| Source : UCI   |                        |                                             |                |

## Principales victoires

### Grands tours
- Tour d'Italie féminin
- Participations : 8 (2012, 2013, 2014, 2015, 2017, 2018, 2019, 2020)
  - Victoires d'étapes : 12
    - 1 en 2012 : Tiffany Cromwell
    - 2 en 2017 : Annemiek van Vleuten
    - 6 en 2018 : 3 (Annemiek van Vleuten), 2 (Jolien D'Hoore, 1 (Amanda Spratt)
    - 2 en 2019 : 2 (Annemiek van Vleuten)
    - 1 en 2020 : 1 (Annemiek van Vleuten)

  - Victoires finales : 2
    - 2018 et 2019 (Annemiek van Vleuten)

  - Podium : 2017 (Annemiek van Vleuten), 2018 (Amanda Spratt)
  - Classements annexes : 4
    - Classement par points : 2017, 2018 et 2019 (Annemiek van Vleuten)
    - Classement de la montagne : 2017 (Annemiek van Vleuten), 2018 (Amanda Spratt), 2019 (Annemiek van Vleuten)

### Compétitions internationales

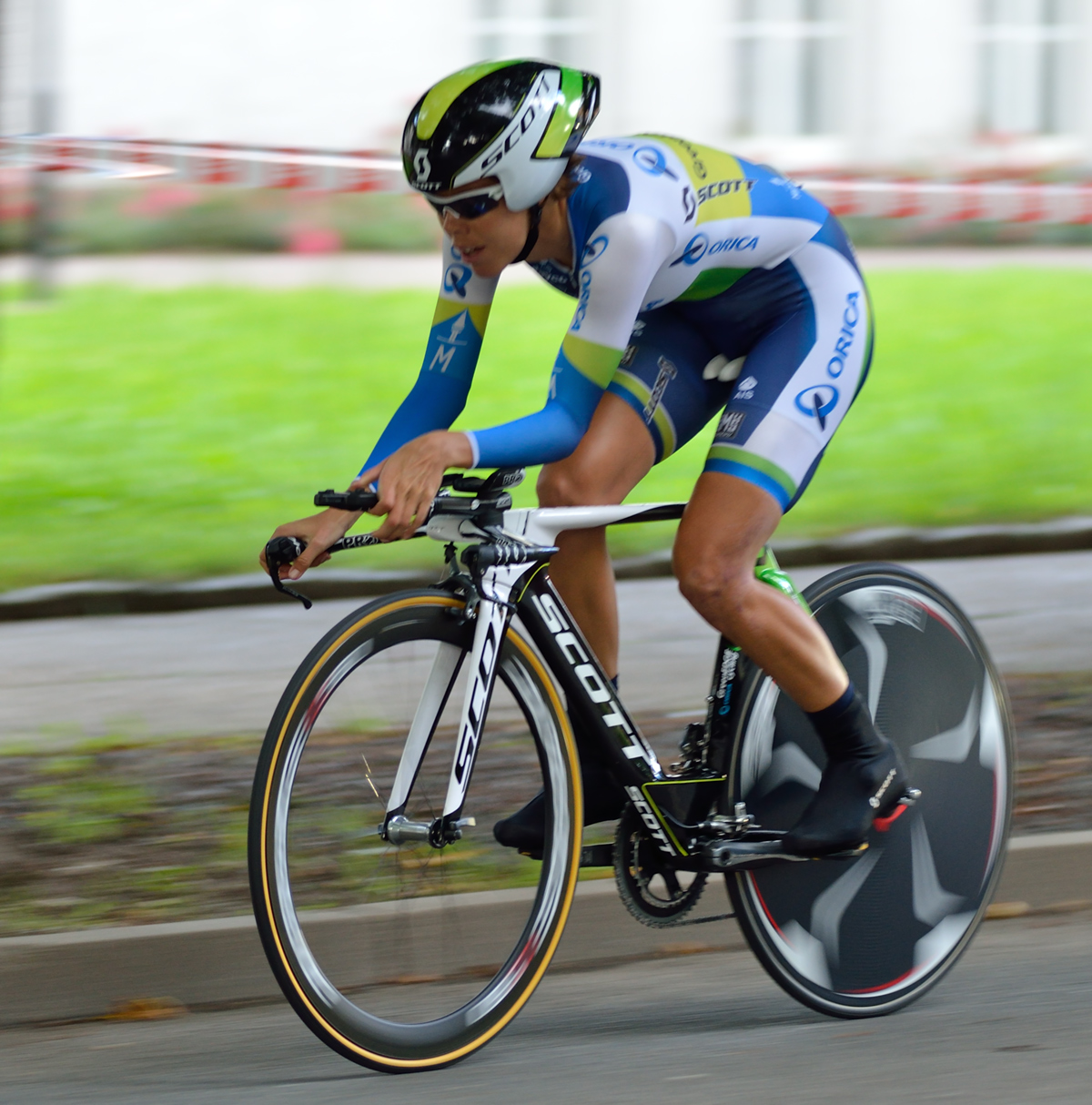
Jessie McLean en 2012

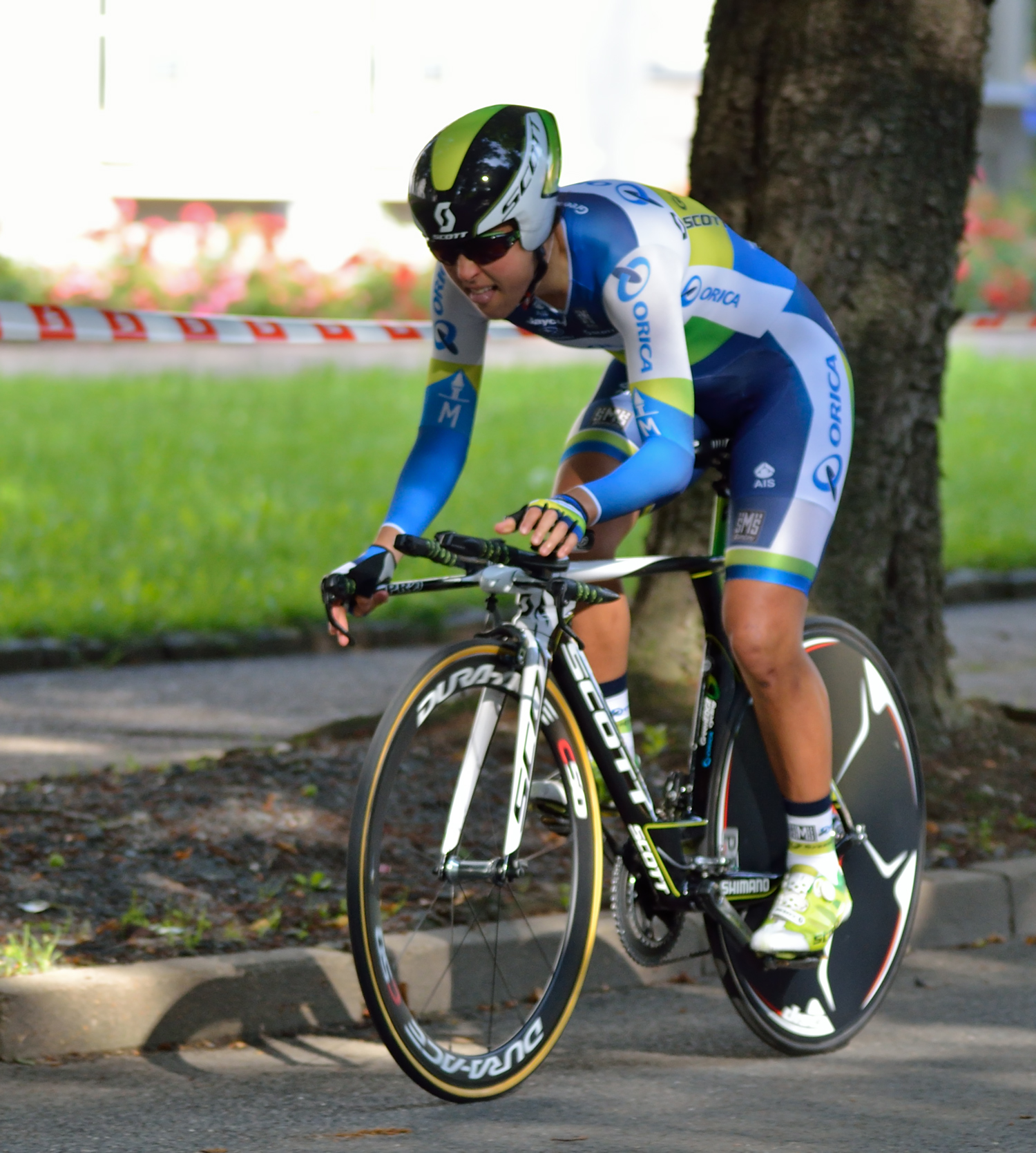
Rowena Fry en 2012

Judith Arndt avec le maillot de la sélection nationale allemande est devenue championne du monde du contre-la-montre en 2012 alors qu'elle appartenait à l'équipe.
Cyclisme sur route
- Championnats du monde : 4
  - Course en ligne : 2019 (Annemiek van Vleuten)
  - Contre-la-montre : 2012 (Judith Arndt), 2017 et 2018 (Annemiek van Vleuten)
- Championnats d'Océanie : 4
  - Contre-la-montre : 2012 et 2014 (Shara Gillow), 2015 et 2016 (Katrin Garfoot)

Cyclisme sur piste
- Championnats du monde : 1
  - Poursuite par équipes : 2015 (Melissa Hoskins)

### Championnats nationaux
Cyclisme sur route
- Championnats d'Allemagne sur route : 2
  - Course en ligne : 2012 (Judith Arndt)
  - Contre-la-montre : 2012 (Judith Arndt)
- Championnats d'Australie sur route : 13
  - Course en ligne : 2012 (Amanda Spratt), 2013 et 2014 (Gracie Elvin), 2016 (Amanda Spratt) et 2017 (Katrin Garfoot), 2020 (Amanda Spratt) et 2021 (Sarah Roy)
  - Contre-la-montre : 2012, 2013 (Shara Gillow), 2016, 2017, 2018 (Katrin Garfoot) et 2019 (Grace Brown)
- Championnats de Nouvelle-Zélande sur route : 5
  - Course en ligne : 2018 et 2021 (Georgia Williams)
  - Contre-la-montre : 2018, 2019 et 2021 (Georgia Williams)
- Championnats des Pays-Bas sur route : 3
  - Contre-la-montre : 2016, 2017, 2019 (Annemiek van Vleuten)
- Championnats de Suède sur route : 5
  - Course en ligne : 2014 et 2015 (Emma Johansson)
  - Contre-la-montre : 2013, 2014 et 2015 (Emma Johansson)

Cyclisme sur piste
- Championnats d'Australie sur piste : 6
  - Scratch : 2014 (Annette Edmondson)
  - Poursuite individuelle : 2013 (Annette Edmondson)
  - Poursuite par équipes : 2012 (Melissa Hoskins) et 2015 (Macey Stewart)
  - Omnium : 2013 (Annette Edmondson)
  - Américaine : 2013 (Annette Edmondson)

## Encadrement

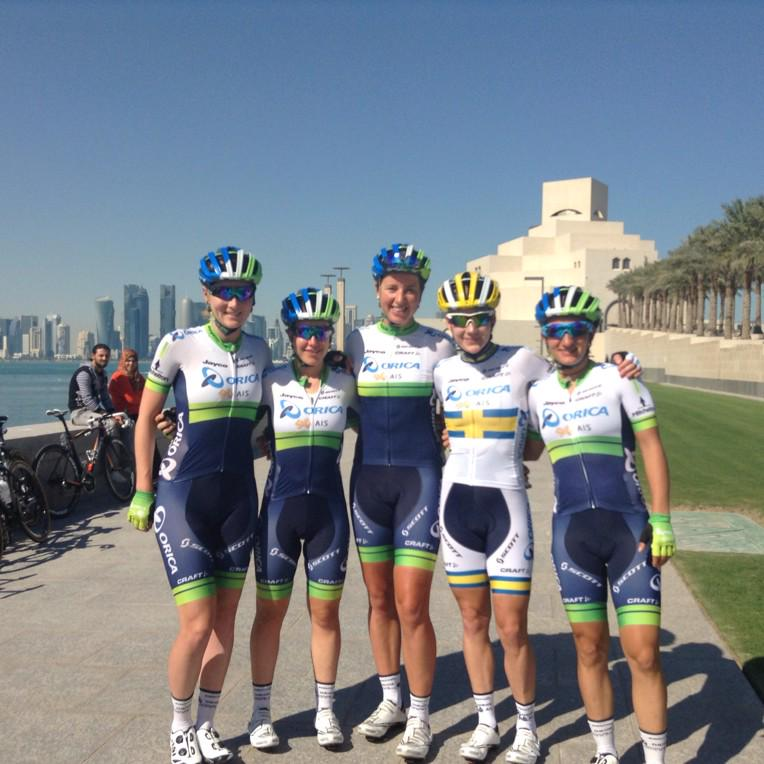
Orica-AIS lors du Tour du Qatar 2015.

| Année | Code UCI | Nom                                          | Cat.       | Vélo  | Encadrement                                                                            |
| ----- | -------- | -------------------------------------------- | ---------- | ----- | -------------------------------------------------------------------------------------- |
| 2012  | GEW      | GreenEDGE-AIS (-30 avril) Orica-AIS (1 mai-) | WT         | Scott | Manager : Shayne Bannan Dir. sportif : David McPartland, Martin Barras, Brian Stephens |
| 2013  | GEW      | Orica-AIS                                    | WT         | Scott | Manager : Shayne Bannan Dir. sportif : David McPartland, Martin Barras, Brian Stephens |
| 2014  | GEW      | Orica-AIS                                    | WT         | Scott | Manager: Shayne Bannan Dir. sportif : Gene Bates, Martin Barras, Brian Stephens        |
| 2015  | OGE      | Orica-AIS                                    | WT         | Scott | Manager : Kevin Tabotta Dir. sportif : Gene Bates, Martin Barras                       |
| 2016  | OGE      | Orica-AIS                                    | WT         | Scott | Manager : Kevin Tabotta Dir. sportif : Gene Bates, Martin Barras, Loes Gunnewijk       |
| 2017  | ORS      | Orica-Scott                                  | WT         | Scott | Manager : Paul Brosnan Dir. sportif : Gene Bates, Martin Barras                        |
| 2018  | MTS      | Mitchelton-Scott                             | WT         | Scott | Manager : Shayne Bannan Dir. sportif : Gene Bates, Martin Vestby                       |
| 2019  | MTS      | Mitchelton-Scott                             | WT         | Scott | Manager : Shayne Bannan Dir. sportif : Martin Vestby, Alejandro González-Tablas        |
| 2020  | MTS      | Mitchelton-Scott                             | World Team | Scott | Manager : Shayne Bannan Dir. sportif : Martin Vestby, Alejandro González-Tablas        |
| 2021  | BEX      | BikeExchange                                 | World Team | Scott | Manager : Brent Copeland Dir. sportif : Martin Vestby, Alejandro González-Tablas       |

## Partenaires
Depuis juin 2012, le partenaire principal de l'équipe est le groupe chimique australien Orica. L'Australian Institute of Sport est le sponsor secondaire. Le fabricant de caravanes et camping-car Jayco apporte également son soutien.
L'équipe roule en 2014 sur du matériel Scott équipé de groupes Shimano, de capteurs de puissance SRM, de selles Fi'zi:k, de pneus Continental, de potences Pro. La nutrition est fournie par Etixx.

## Effectif actuel
| Effectif 2025            | Effectif 2025     | Effectif 2025    | Effectif 2025                                   |
| Cycliste                 | Date de naissance | Pays             | Équipe précédente                               |
| ------------------------ | ----------------- | ---------------- | ----------------------------------------------- |
| Caroline Andersson       | 29 juillet 2001   | Suède            | Liv Racing TeqFind (2023)                       |
| Georgia Baker            | 21 septembre 1994 | Australie        | TIS Racing (2018)                               |
| Mavi García              | 2 janvier 1984    | Espagne          | Liv Racing TeqFind (2023)                       |
| Jeanne Korevaar          | 24 septembre 1996 | Pays-Bas         | Liv Racing TeqFind (2023)                       |
| Amber Pate               | 21 avril 1995     | Australie        |                                                 |
| Letizia Paternoster      | 22 juillet 1999   | Italie           | Trek-Segafredo (2022)                           |
| Ruby Roseman-Gannon      | 8 novembre 1998   | Australie        | ARA-Pro Racing Sunshine Coast (2021)            |
| Silke Smulders           | 1 avril 2001      | Pays-Bas         | Liv Racing TeqFind (2023)                       |
| Josie Talbot             | 9 août 1996       | Australie        | Cofidis (2024)                                  |
| Quinty Ton               | 4 août 1998       | Pays-Bas         | Liv Racing TeqFind (2023)                       |
| Anna Trevisi             | 8 mai 1992        | Italie           | UAE Team ADQ (2023)                             |
| Monica Trinca Colonel    | 21 mai 1999       | Italie           | Bepink-Bongioanni (2024)                        |
| Amber van der Hulst      | 21 septembre 1999 | Pays-Bas         | Liv-AlUla-Jayco Women's Continental Team (2024) |
| Ella Wyllie              | 1 septembre 2002  | Nouvelle-Zélande | Lifeplus Wahoo (2023)                           |
|                          |                   |                  |                                                 |
| Source : ProCyclingStats |                   |                  |                                                 |

## Saisons précédentes
- Saison 2015
- Saison 2016
- Saison 2017
- Saison 2018
- Saison 2019
- Saison 2020
- Saison 2021
- Saison 2022
- Saison 2023